# Merizocera crinita
Merizocera crinita là một loài nhện trong họ Ochyroceratidae. Loài này phân bố ở Maleisië.